# 조프루아타마린
조프루아타마린(Saguinus geoffroyi)은 타마린의 일종으로 파나마와 콜롬비아에서 발견되는 작은 종류의 원숭이다. 파나마타마린 또는 붉은볏타마린, 적갈색목덜미타마린으로도 알려져 있다. 몸의 털은 대부분 검거나 희며, 목덜미는 붉다. 주행성 동물로 나무 위에서 대부분의 시간을 보내지만, 가끔 지상에 내려오기도 한다. 수명은 약 13년 정도이다.